# Абу-Мина
Абу-Мина (араб. أبو مينا‎) — древний город, монастырский комплекс и центр христианского паломничества в раннесредневековом Египте. Расположен в 45 км к юго-западу от Александрии. От древнего города и монастыря Святого Мины сохранился главным образом фундамент наиболее крупных сооружений (таких, как базилика). Эти останки были включены в Список всемирного наследия ЮНЕСКО в 1979 году. 
В охраняемой археологической зоне имеются семь окружённых оградой храмовых комплексов; среди них — большая базилика (конец V — начало VI века); базилика над гробницей св. Мины (середина V века; в VI веке заменена колоннадным тетраконхом); датированный концом V века восьмигранный баптистерий. За пределами возведённой в конце VI веке крепостной стены — развалины относящихся к VI веку Северной базилики и Восточной церкви.

## История
Мина Котуанский, христианский мученик, умер в конце III — начале IV века н. э. Сохранившиеся документы V и более поздних веков дают разные версии о его захоронении и последующем заложении церкви в его честь. 
По одному преданию, тело святого везли из Александрии на верблюдах через пустыню за озером Мареот. Один из верблюдов, который вёз прах святого, отказался двигаться дальше, несмотря на все попытки заставить его. Это было воспринято как Воля Божья, и те, кто сопровождал тело, захоронили его на этом месте.
Большинство версий сходятся в том, что впоследствии место захоронения было забыто до тех пор, пока его удивительным образом не обнаружил местный пастух. Господь указал пастуху место захоронения святого Мины через чудо: больная овца окунулась в ближайший к нему родник и исцелилась. Пастух, поняв святость места, стал лечить людей и животных пылью из этой святыни. Слава о даре исцеления пастуха быстро распространилась.
Согласно преданиям, базилевс (в один версиях — Константин Великий, в других — Зенон) послал свою больную дочь к пастуху для исцеления. Она поведала отцу об обнаружении могилы Мины, после чего император приказал заложить на том месте церковь. К концу IV века это было главное место паломничества христиан, каждый из которых надеялся на исцеление и другие чудеса.

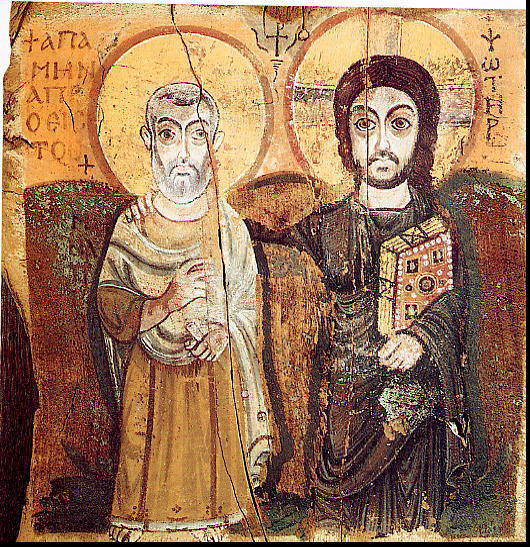
Св. Мина с Христом. Одна из древнейших коптских икон (VI век, Лувр)

Во время правления императора Аркадия местный архиепископ, заметив, как десятки верующих теснятся в небольшой церквушке, написал об этом восточному императору. Тот, в свою очередь, приказал расширить сооружение. Это была первая из трёх крупных перестроек церкви, после которых большая базилика стала одним из крупнейших по размерам храмов христианского мира.
До арабского завоевания монастырь Святого Мины был главным центром христианского паломничества в Египте. В 619 году монастырь был захвачен персами, в 639—641 годах — арабами; к IX веку Абу-Мина опустел.
В 1950-х — 1970-х годах близ развалин старого монастыря был построен новый монастырь св. Мины, являющийся в наши дни местом паломничества.

## Исследования
Впервые раскопки производились в 1905—1907 годах. Тогда были обнаружены довольно крупная базилика, вторая церковь неподалёку (предположительно  предназначавшаяся для мощей святых), а также римские бани. Более основательные раскопки завершились к 1998 году. 
Во время последующих археологических исследований была обнаружена гостиница для неимущих паломников с отдельными спальными помещениями для мужчин, женщин и детей. А комплекс сооружений к югу от базилики был, вероятно, местом проживания игуменов. Согласно проведённым исследованиям, можно предположить, что ксенодохий, или постоялый двор для паломников, был изначально кладбищем. 
Баптистерий, расположенный недалеко от места заложения первой церкви, пережил, по крайней мере, три реконструкции. Также был найден комплекс сооружений для изготовления вин, включая подземные хранилища, который датируется VI—VII вв. н. э.

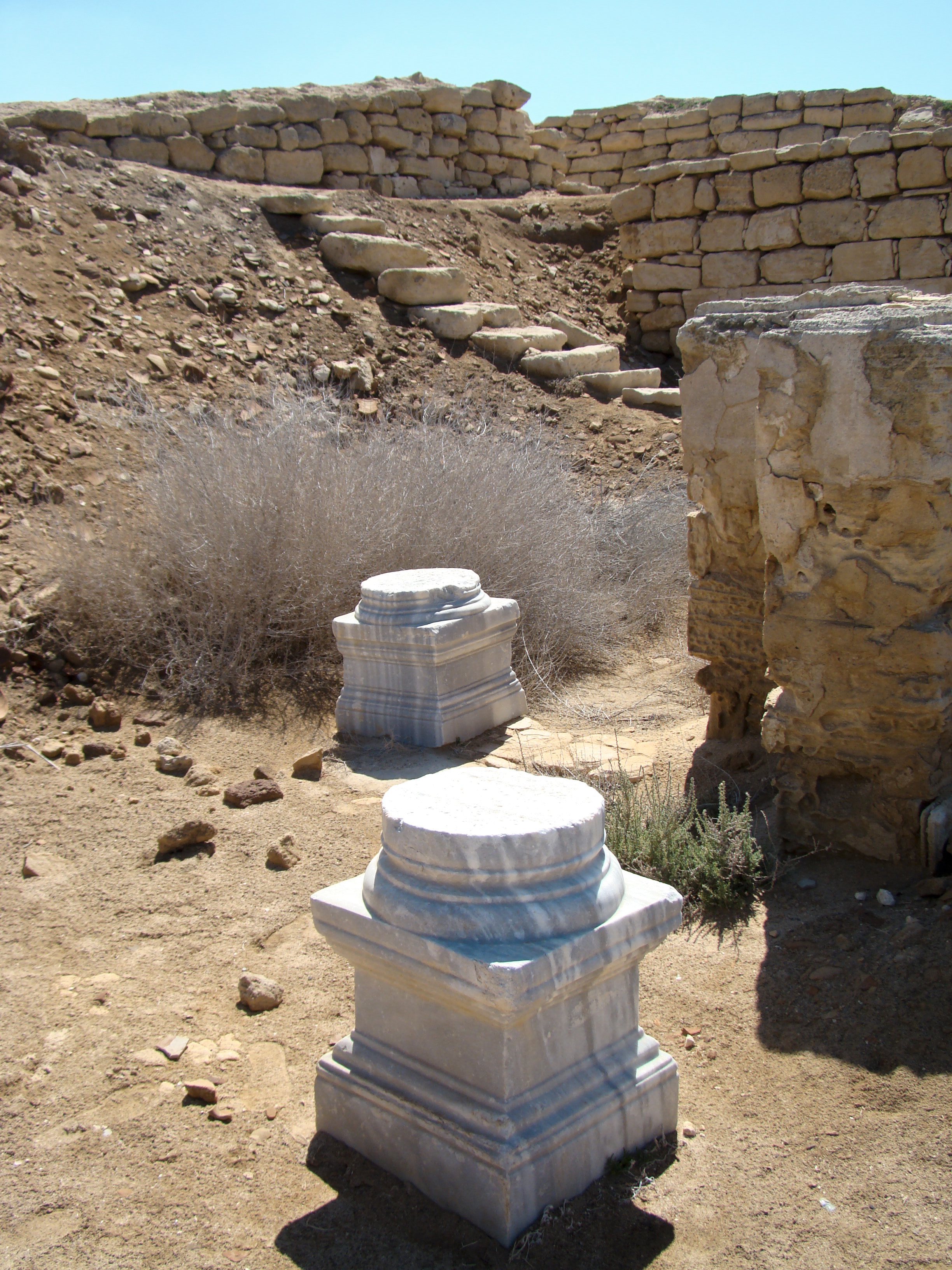
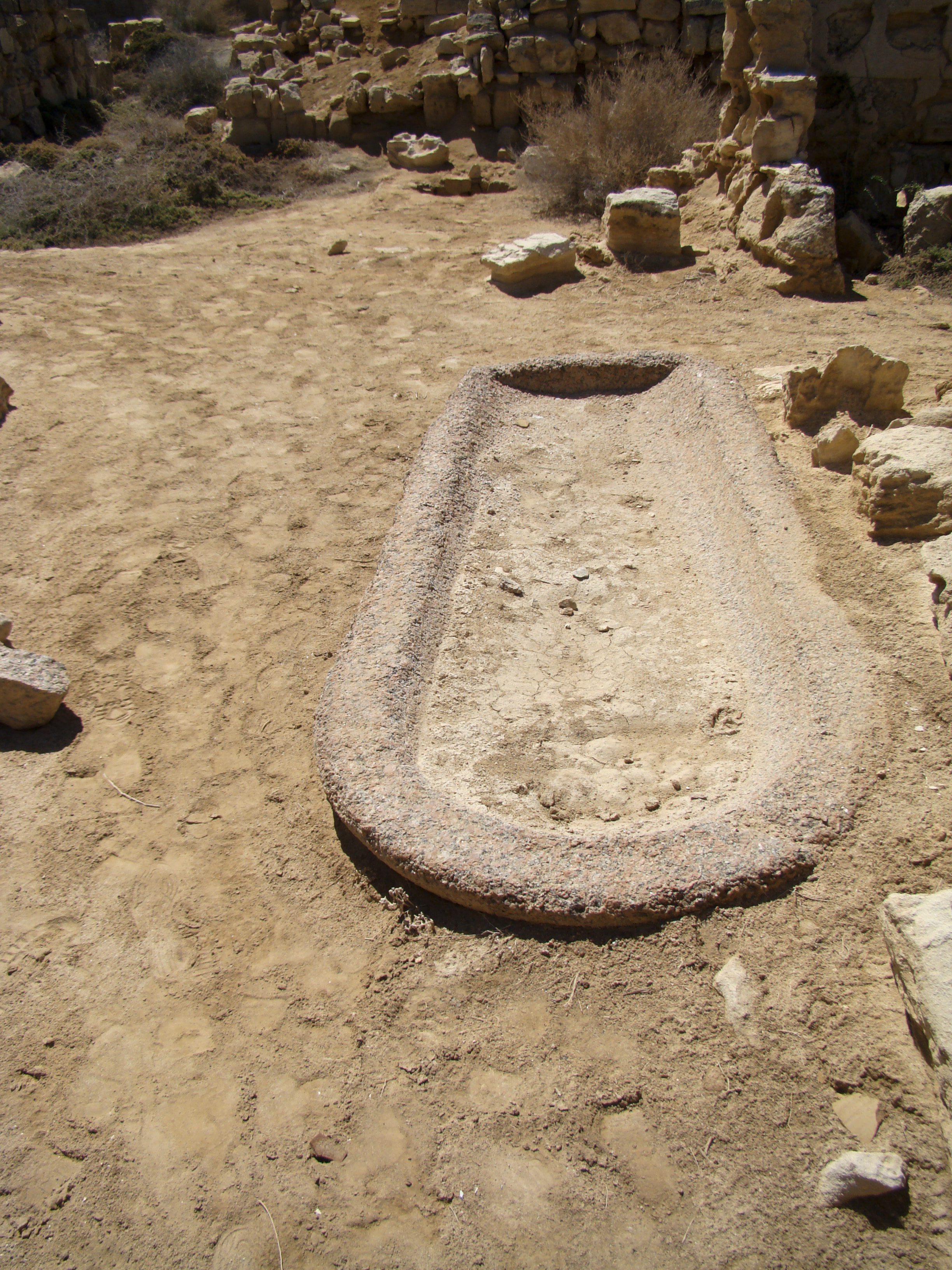
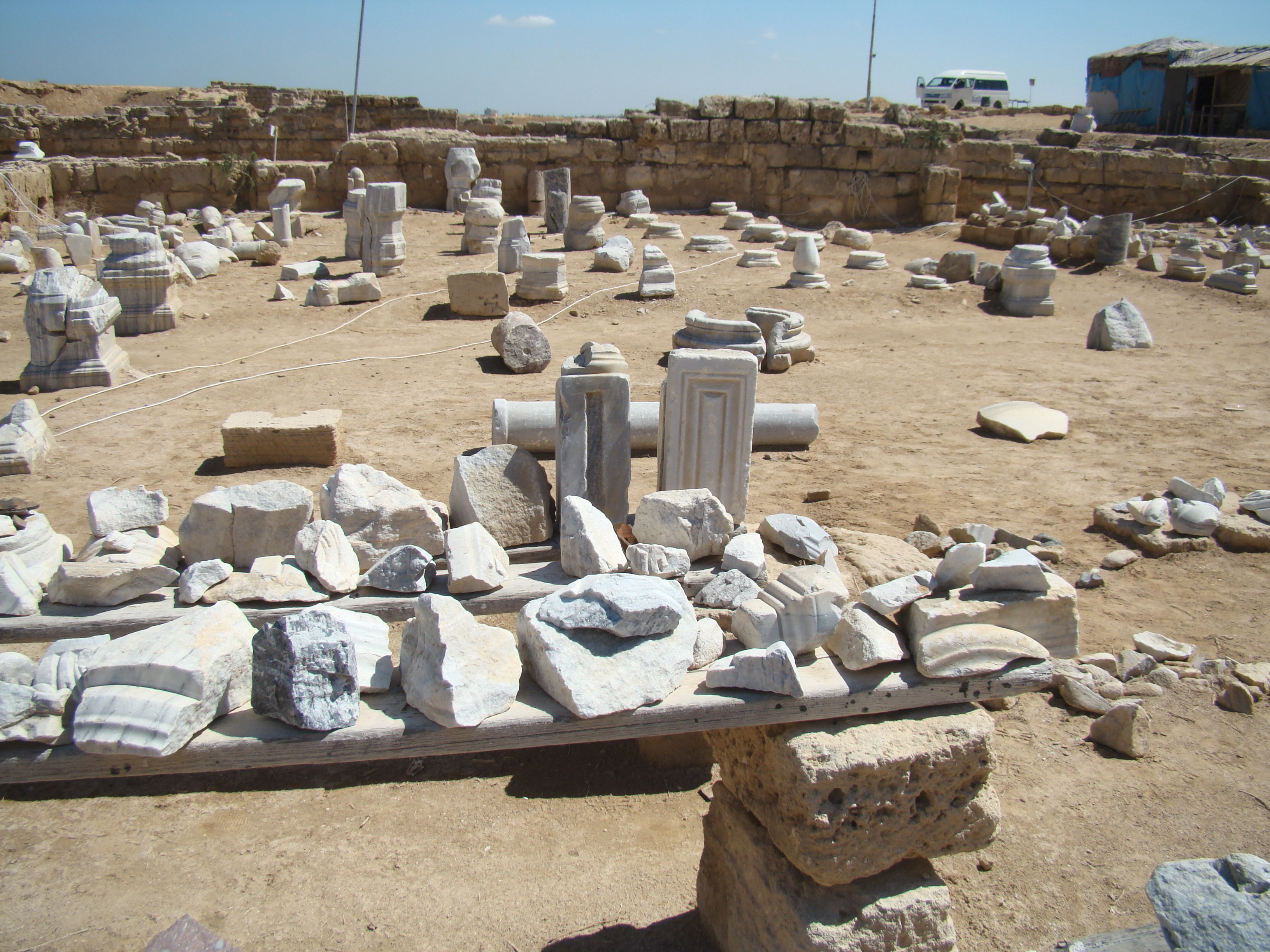
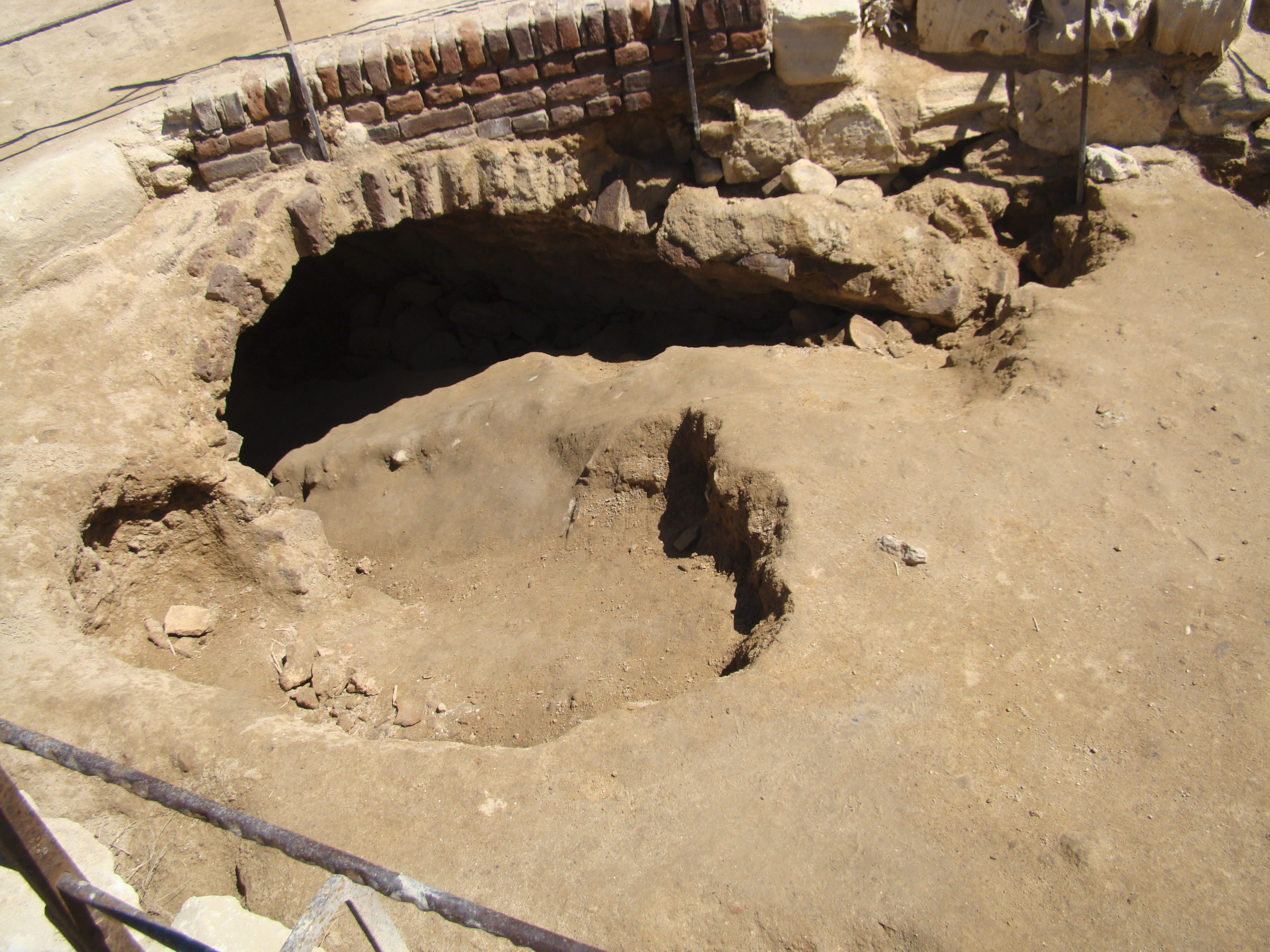
Базилика склепа
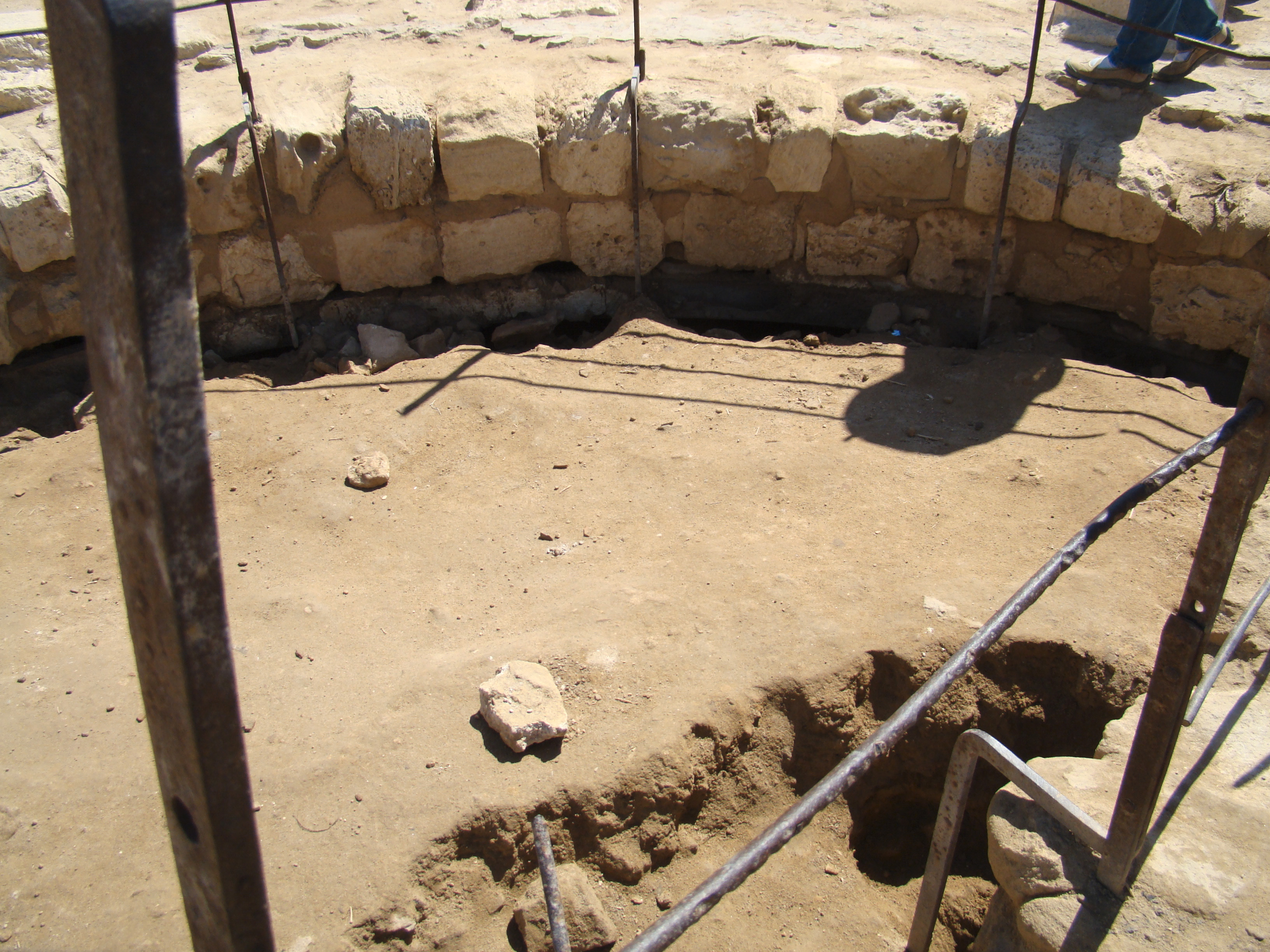
Базилика склепа
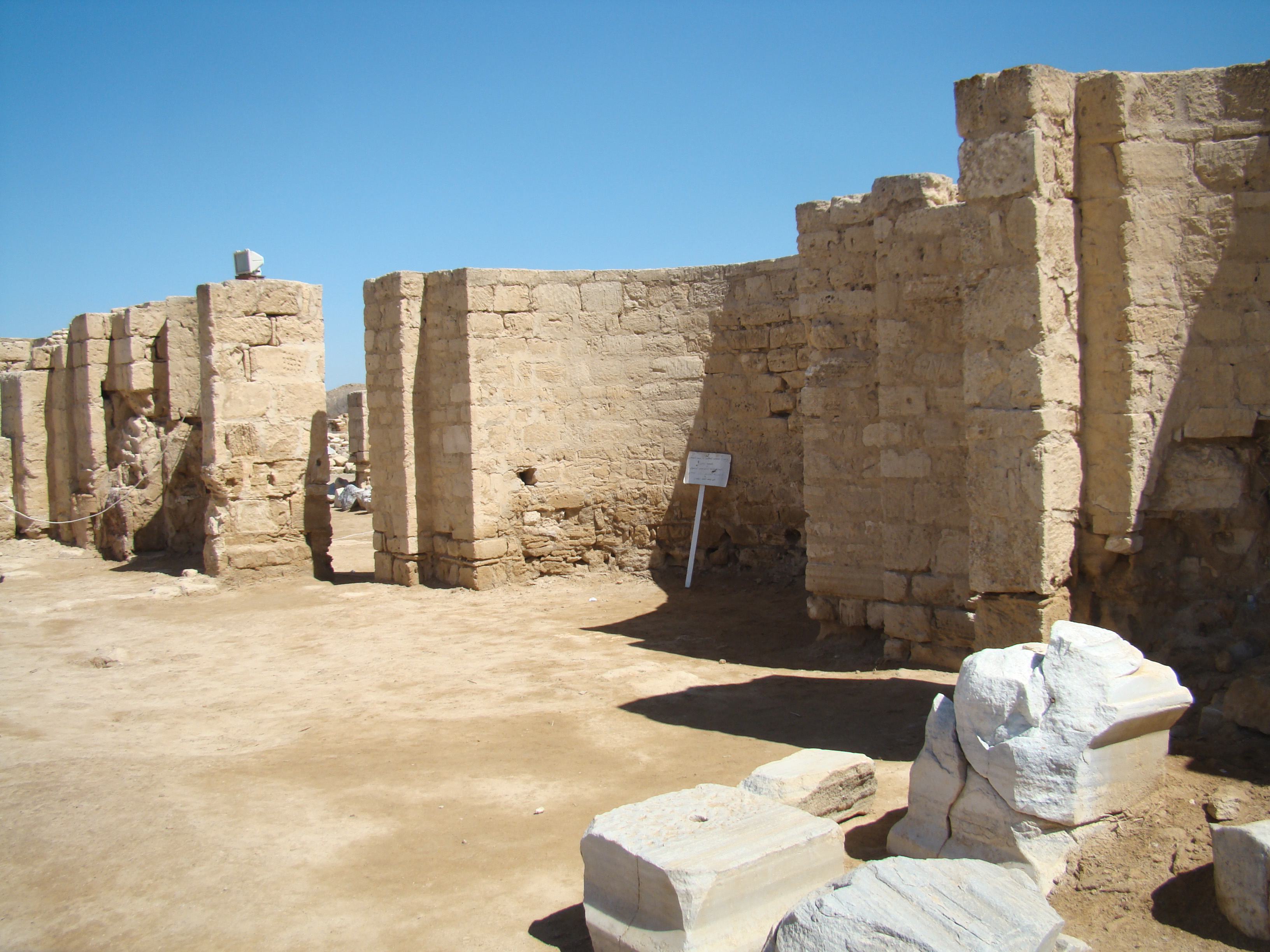
Базилика склепа
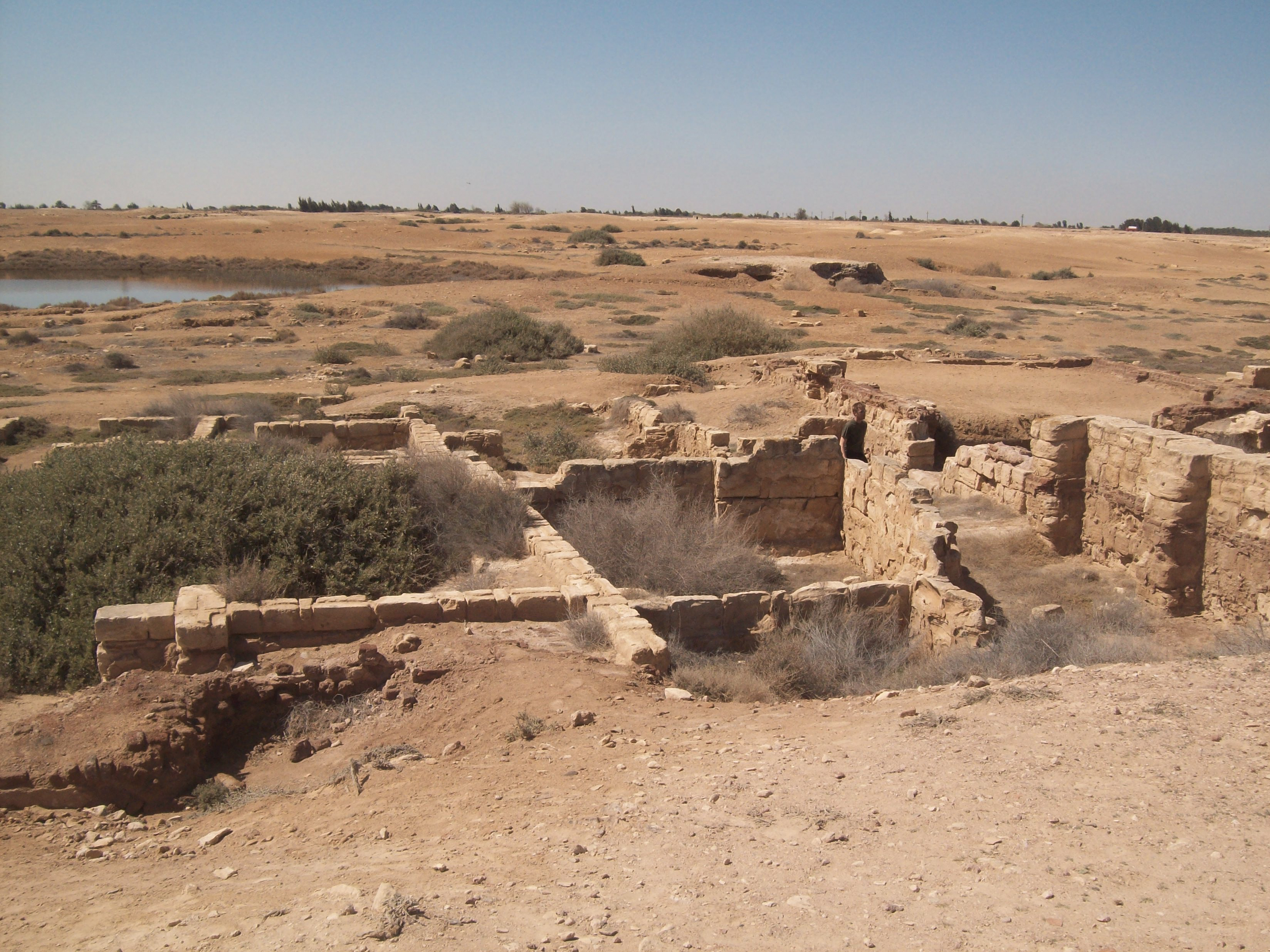
Ванны
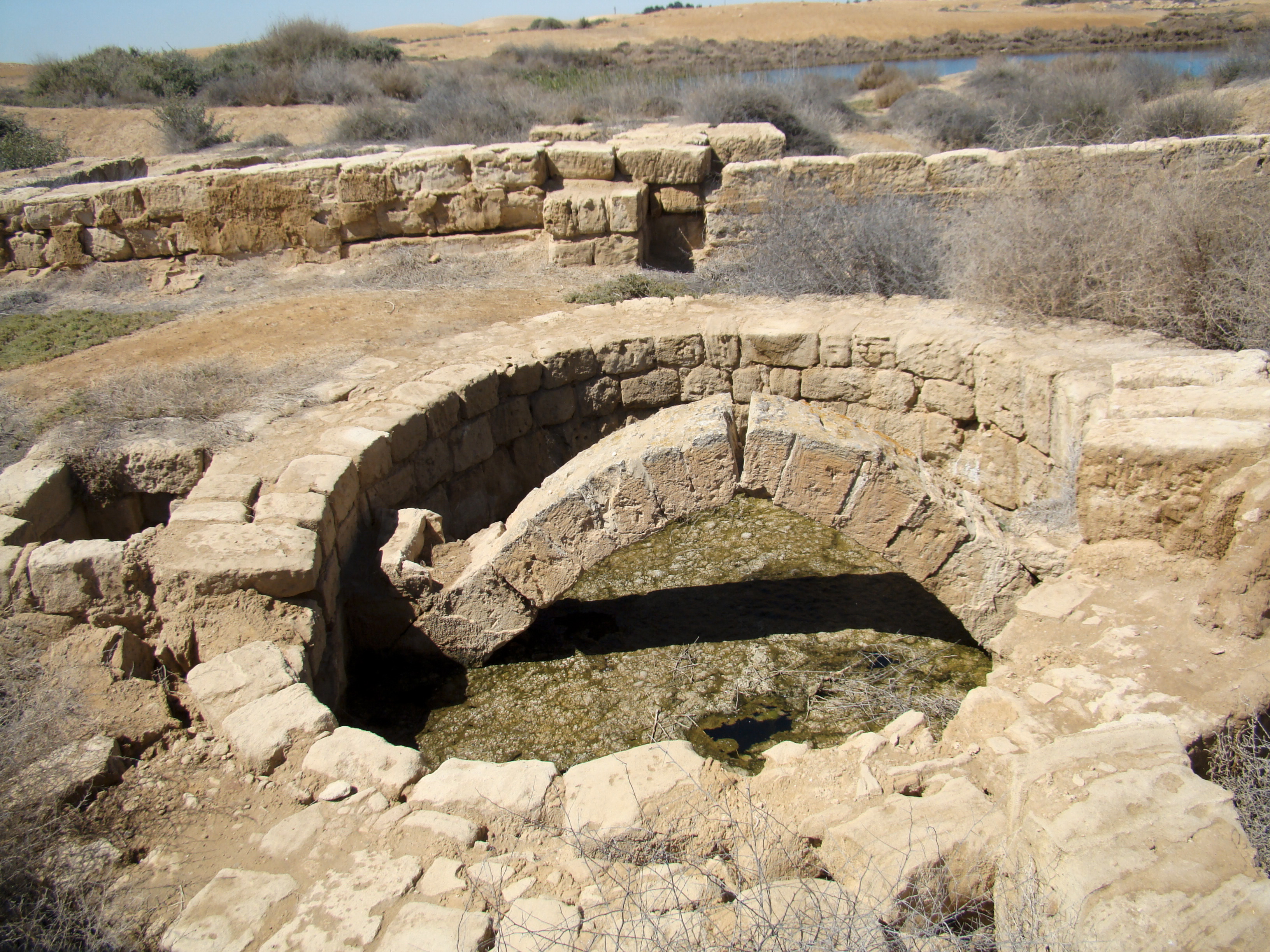
Ванны
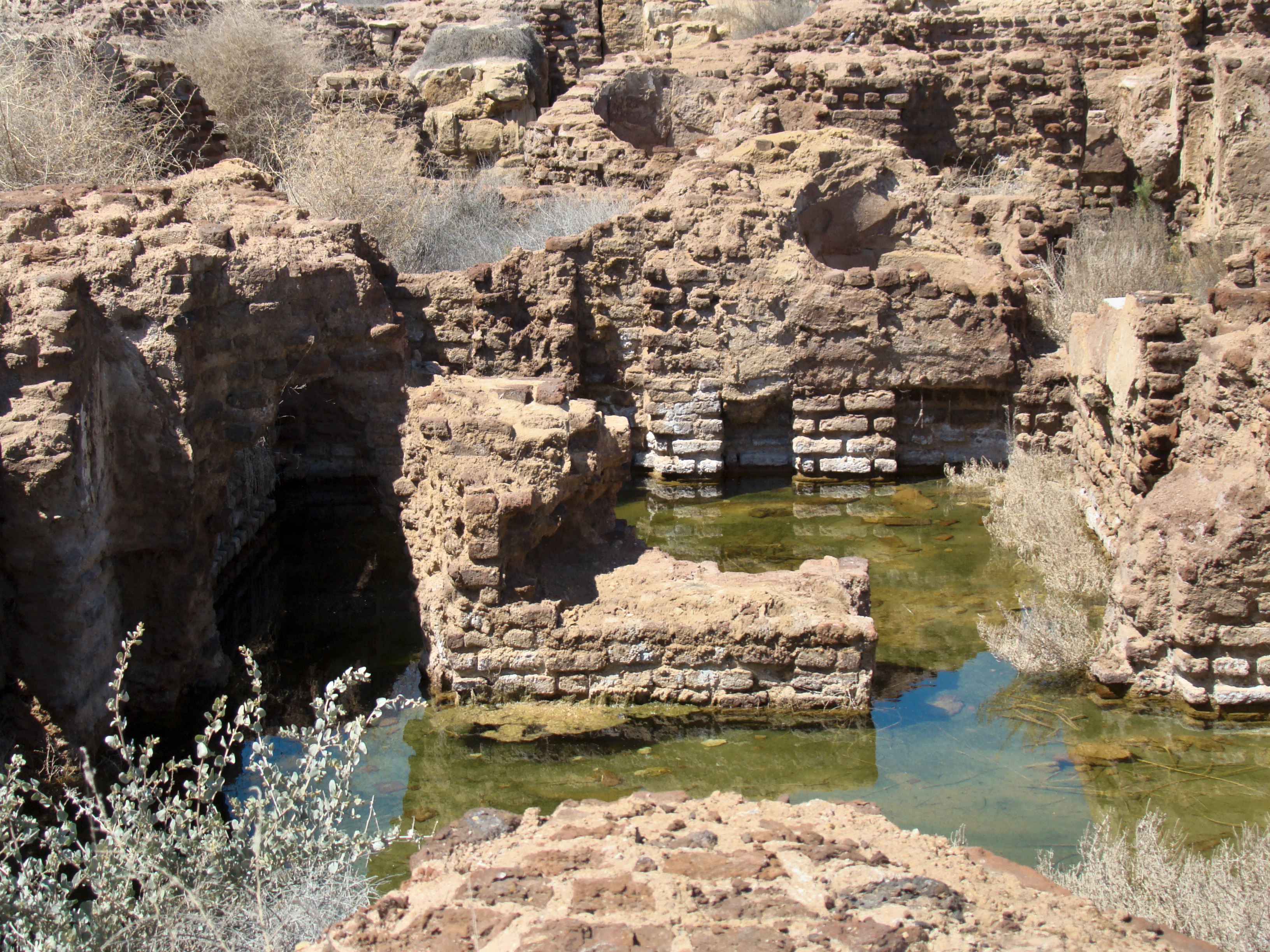
Ванны
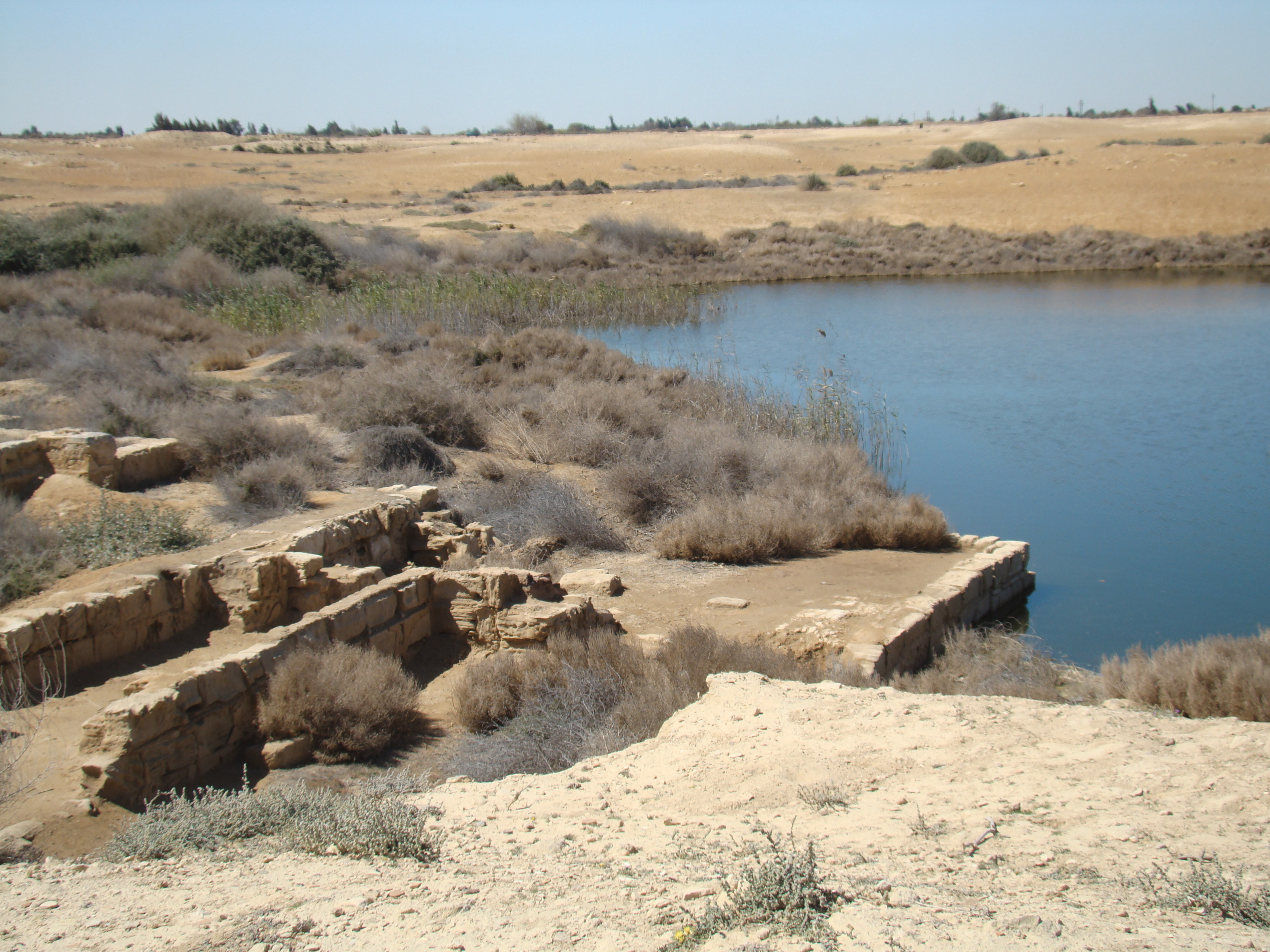
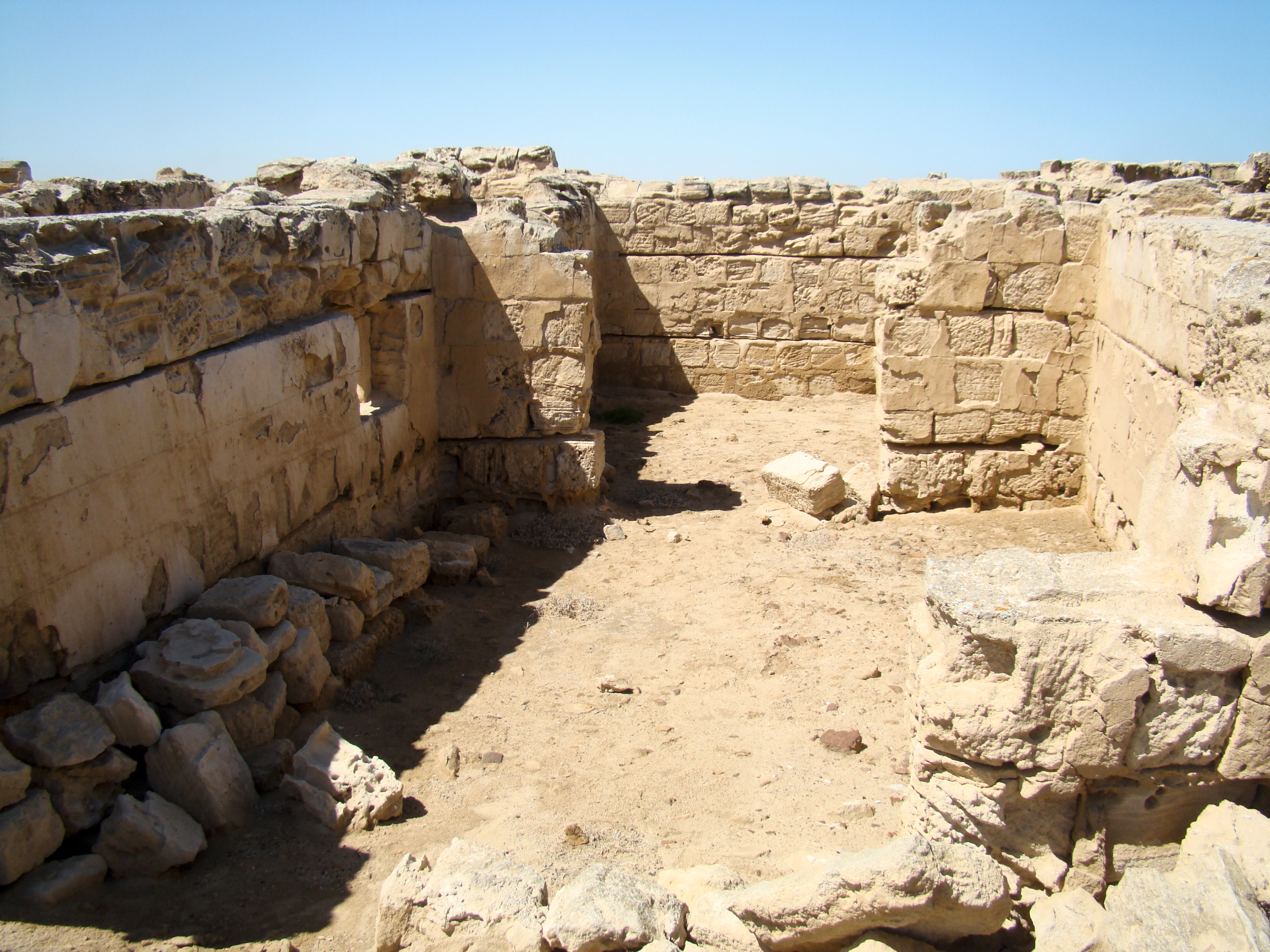
Ксенодохий
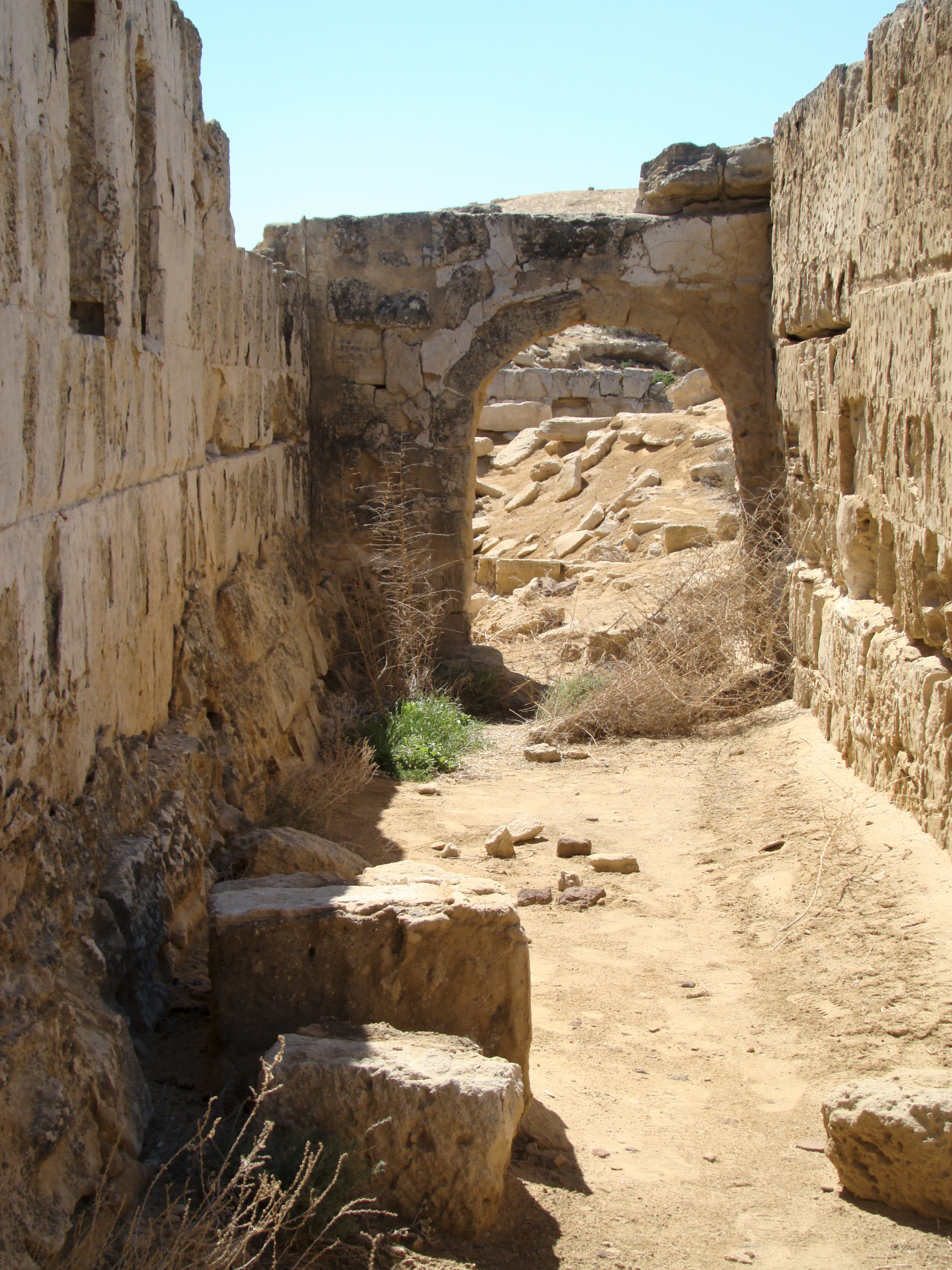
Ксенодохий
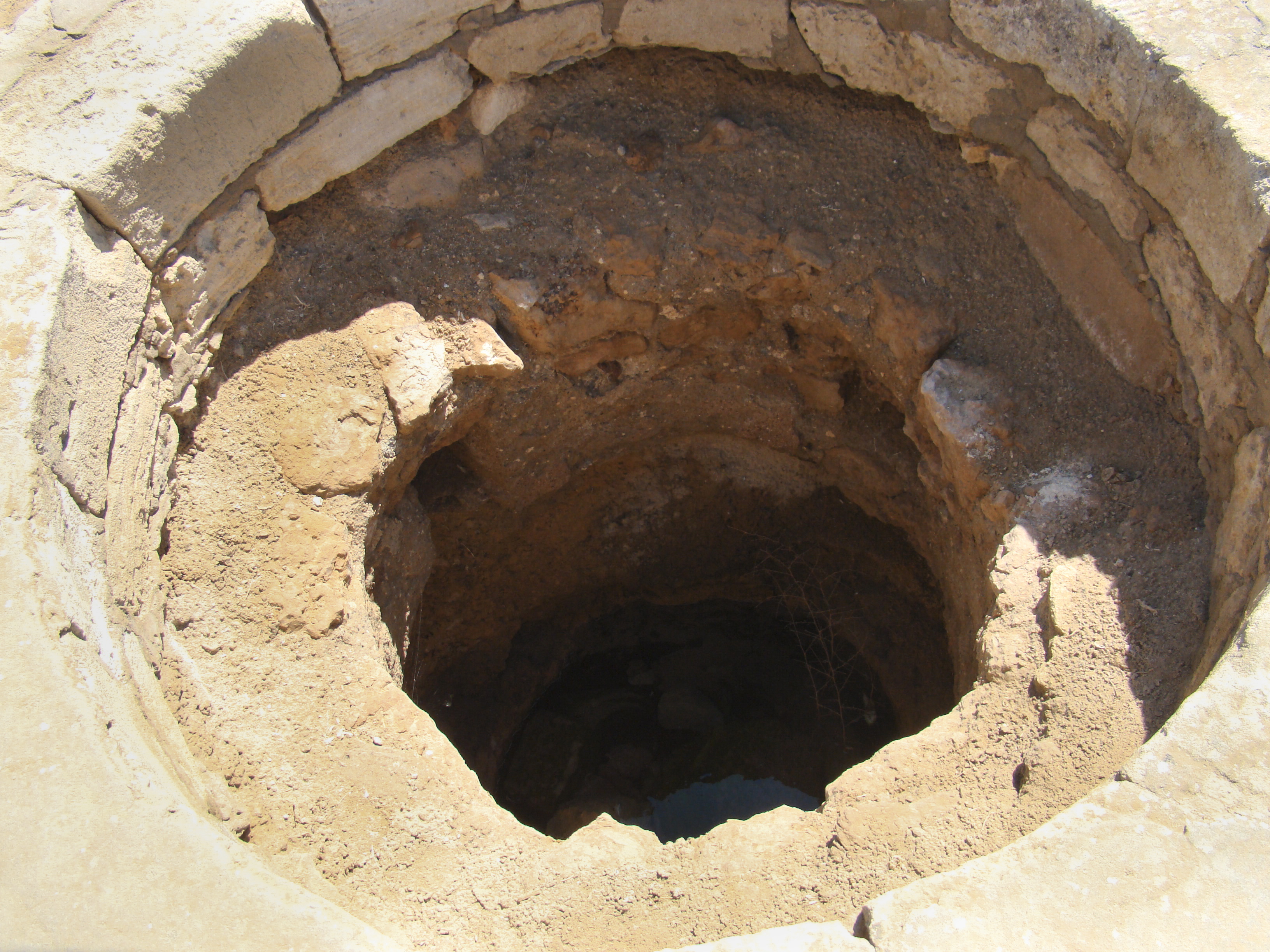
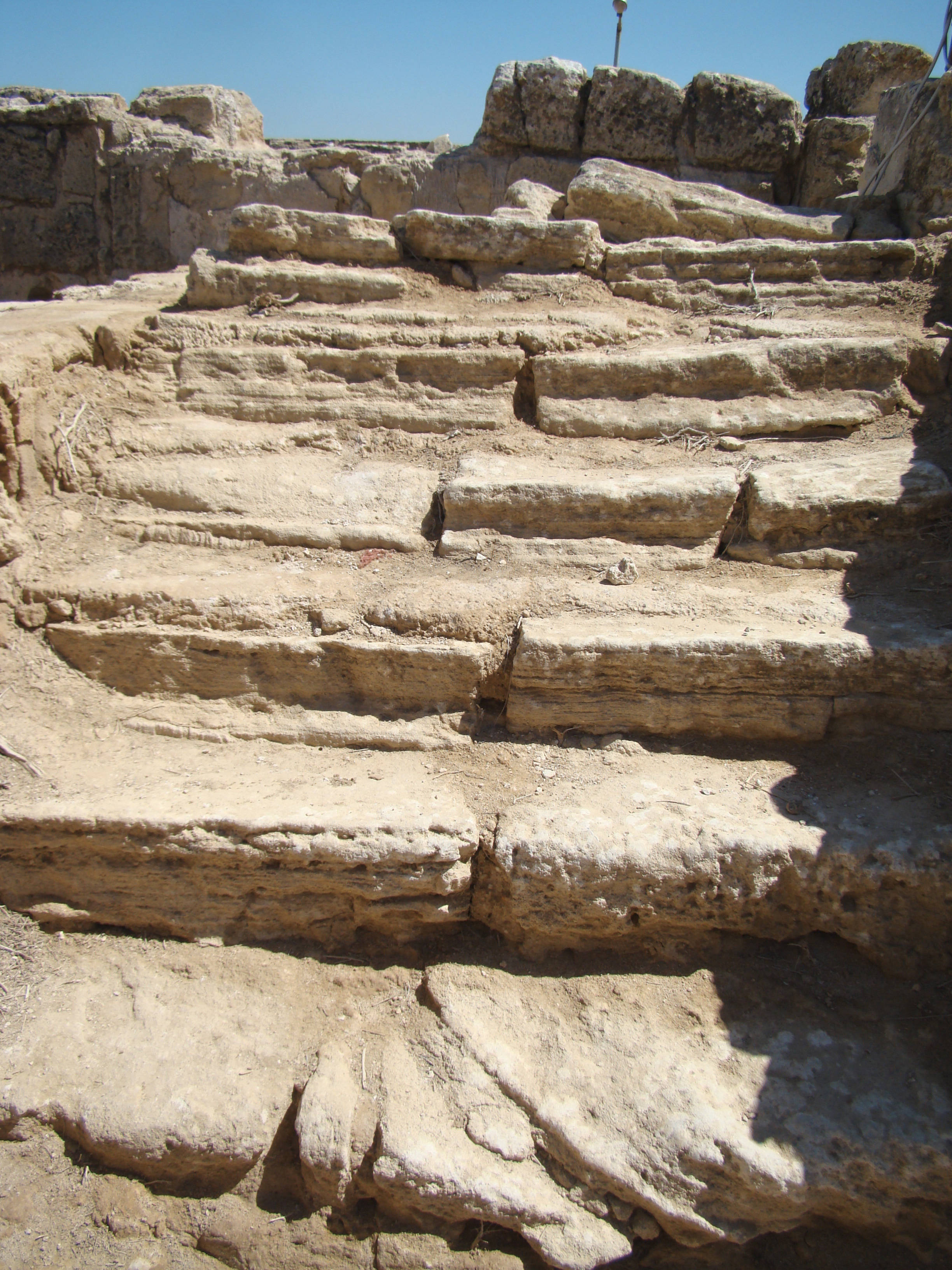
Руины большой базилики
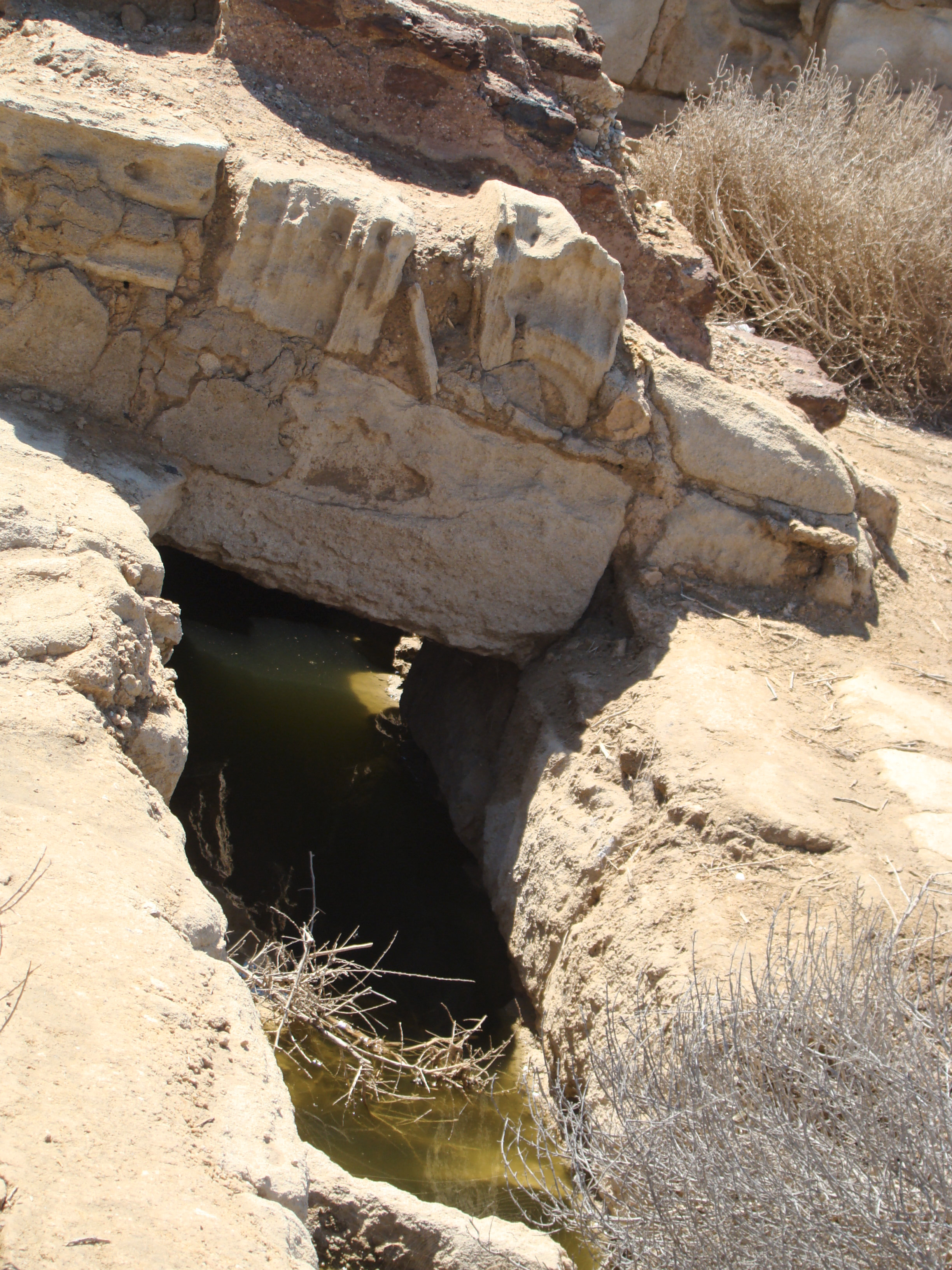
Руины

## Угрозы
Ирригационная деятельность фермеров в округе привела к резкому подъёму уровня грунтовых вод, что создало угрозу для сохранности памятников Абу-Мины и привело к обрушению нескольких сооружений в охраняемой зоне. На сессии 2001 года город был включён в список всемирного наследия, находящегося под угрозой. На сессии 2025 года Абу-Мина исключён из данного списка благодаря масштабному проекту 2021 года по устройству дренажно-насосной системы, позволившему значительно снизить уровень грунтовых вод.